# Dirhinosia
Dirhinosia is een geslacht van vlinders van de familie tastermotten (Gelechiidae).

## Soorten
- D. arnoldiella (Rebel, 1905)
- D. cervinella (Eversmann, 1844)
- D. nitidula (Stainton, 1867)
- D. trifasciella Rebel, 1905
- D. unifasciella (Rebel, 1929)